# Konrad August Drinnenberg
Konrad August Drinnenberg (* 13. Mai 1857 in Hünfeld; † 15. März 1942 in Fulda) war ein deutscher Jurist und Politiker (Deutsche Zentrumspartei).

## Leben
Konrad August Drinnenberg erhielt nach seinem Volksschulabschluss im Jahre 1871 Privatunterricht bis 1875, um sich für einen Beruf als Gerichtsschreiber fortzubilden. Vom 24. Oktober 1876 bis zum 3. November 1880 leistete er hierzu den Vorbereitungsdienst. Im Jahr darauf wurde er Bürohilfsarbeiter am Oberlandesgericht Kassel und war dort vom 1. April 1885 bis zum 30. November 1890 Assistent. Zum 1. November 1890 wechselte er zum Amtsgericht Neuhof, um dort die Stelle als Gerichtsschreiber anzutreten.
Von 1892 an übte er das Amt des Unterverbandsdirektors der Raiffeisen-Genossenschaften für den Kreis Fulda aus.
Zum 1. April 1900 wurde er Amtsgerichtssekretär beim Amtsgericht Fulda, wo er 1908 zum Amtsgerichtsrat ernannt wurde.
Im selben Jahr erhielt er als Mitglied der Zentrumspartei ein Mandat für das Preußische Abgeordnetenhaus, gewählt aus dem Wahlkreis Kassel 11 (Hünfeld, Gersfeld). Er blieb in dem Parlament bis zu dessen Auflösung im Jahre 1918.
1912 kandidierte er erfolglos für den Reichstagswahlkreis Regierungsbezirk Kassel 6.
Nach dem Krieg blieb er weiterhin politisch aktiv und wurde  aus dem Wahlkreis 19 zum Mitglied der Preußischen Landesversammlung gewählt.
Am 4. Juni 1919 wurde er zum Mitglied in der Staatsschuldenkommission in Berlin gewählt.
1922 wurde er zum Justizobersekretär und 1933 zum Rechnungsrat in Fulda ernannt.

### Schriften
- 1898 Das eheliche Güterrecht nach dem neuen bürgerlichen Gesetzbuch, welches am 1. Januar 1900 in Kraft tritt